# Rafael Llopart i Vidaud
Rafael Llopart i Vidaud presidí el Futbol Club Barcelona entre el 29 de juny del 1915 i el 25 de juny del 1916.
Rafael Llopart era fill de l'enriquit indiano sitgetà Rafael Llopart i Ferret. Va ser elegit president del F.C.Barcelona per l'assemblea del club el dia 29 de juny del 1915, reemplaçant en el govern del club l'exvicepresident Joaquim Peris de Vargas, que havia tingut una actuació molt poc lluïda. Sota el seu mandat, el Barça renovà tots els càrrecs i l'equip de futbol guanyà el Campionat de Catalunya imbatut, sense cedir ni tan sols un empat. En el Campionat d'Espanya que es fa a Madrid, i després de quatre partits, el Barça es retira acusant l'àrbitre de parcialitat. Llopart presentà la dimissió i el succeí Gaspar Rosés.
A Sitges, Rafael Llopart va ser un dels impulsors de l'Exposició nacional de Clavells i, el 1919, el creador de "Floreal", un extens planter de flors als afores del poble, que el 1924 ocupava 0,8 hectàrees de terreny; també va ser president honorari del "Club Esportiu Sitgetà".
Per la documentació existent, sembla que va continuar el negoci tèxtil del seu pare. El 1924, els accionistes Joan Martí, Rafael Llopart i Joan Trenchs van constituir a Barcelona la societat Textil Martí, Llopart i Trenchs S.A., que tenia centres fabrils a Rosselló de Segrià i al Pla de Santa Maria. A la dècada dels 60 va anar de mal borràs i va ser adquirida per Hilaturas Gossypium  Arxivat 2007-02-04 a Wayback Machine.. Encara que no prou documentat, sembla que el Llopart citat és Llopart i Vidaud i no el seu pare, Rafael Llopart i Ferret, que havia començat la relació amb Joan Martí el 1894.